# Lophura erythrophthalma
Il fagiano occhirossi, dorso di fuoco senzacresta o fagiano codagialla,  (Lophura erythrophthalma (Raffles, 1822)) è un uccello della famiglia dei Fasianidi originario della penisola malese e delle isole di Sumatra e Borneo.

## Descrizione

### Dimensioni
Il maschio misura 47-50 cm di lunghezza (di cui 15-18 costituiti dalla sola coda) per 1043-1194 g di peso; la femmina 42-44 cm (di cui 14-16 di coda) per circa 837 g.

### Aspetto
La parte superiore della testa è priva di cresta, la faccia è ricoperta da caruncole scarlatte i cui due lobi superiori vengono eretti durante il periodo di corteggiamento. Il cappuccio, la gola, la regione auricolare e il collo sono neri con riflessi violetti. La mantellina, le ali e i fianchi sono di colore nero-purpureo con sottili vermicolature grigio argento. La parte centrale del dorso è porpora con riflessi metallici scuri e frange bordeaux scuro. La coda è costituita da quattordici a sedici rettrici di colore cannella. Il primo paio ha le estremità arrotondate, è un po' più corto rispetto alla dodicesima e alla tredicesima rettrice e viene tenuto leggermente sollevato alla maniera dei polli domestici. Il petto è nero-purpureo. L'iride ha una colorazione rosso-bruna, il becco una tinta bianco-verdastra. Le zampe blu-grigie sono munite di un possente sperone. I giovani maschi acquisiscono il piumaggio adulto molto precocemente, verso i 4 mesi di età. La femmina è completamente nera, fatta eccezione per la testa di colorazione brunastra e il mento e la gola color grigio fumo. Le sue piume presentano vistosi riflessi blu-acciaio sulla parte esposta, tranne quelle sull'addome, le cosce e l'orifizio anale. L'iride è bruna, il becco nero, la pelle facciale e orbitale rosso scarlatto. Le zampe sono blu-grigio, e sono anch'esse dotate di uno sperone tagliente come quelle del maschio, ma più piccolo. Le femmine di L. erythrophthalma somigliano moltissimo ai maschi del fagiano di Salvadori, ma si possono distinguere grazie alla costituzione robusta, al becco nero e all'assenza di bordi iridescenti blu sulle piume.
Esiste una variazione geografica, il L. e. pyronota, che vive esclusivamente sull'isola del Borneo. Come sottospecie del fagiano occhirossi, possiede numerosi caratteri che lo fanno assomigliare alla forma nominale, specialmente per quanto riguarda l'aspetto generale, la colorazione di fondo nero-purpurea e la caratteristica coda rosso-cannella. Tuttavia, con un'attenta osservazione, è possibile trovare criteri di divergenza. Il L. e. pyronota si distingue dalla forma nominale L. e. erythrophthalma per avere il collo e la parte superiore del dorso di un colore grigio chiaro finemente macchiato di nero con dei motivi bianchi a forma di freccia. Le piume dei fianchi e del petto sono lanceolate ed hanno una colorazione nero-purpurea con larghi segni bianchi molto caratteristici a forma di freccia. La groppa è rosso bordeaux e le copritrici sotto-alari sono blu-acciaio. L'estremità delle rettrici è bordata di nero. È molto difficile, comunque, distinguere le femmine delle due sottospecie. Si può dire solamente che le femmine di L. e. pyronota presentano riflessi metallici più marcati e senza dubbio una taglia leggermente superiore. Ma visivamente, ad una normale osservazione, tale differenza è appena percettibile.

### Voce
Il suo richiamo di allarme è un kak potente. Emette anche un purr vibrante e gutturale, nonché una sorta di debole gracidio che può essere trascritto come tak-takrau o tooktaroo.

## Biologia
Animale prudente, abita il fitto sottobosco ed è piuttosto difficile osservalo per conoscere a fondo le sue abitudini. Tuttavia, sappiamo che per la maggior parte del tempo vive in coppia. Sono stati incontrati anche gruppi di 5 o 6 individui, ma a tal riguardo bisogna aggiungere che le dimensioni di un gruppo sono molto difficili da valutare a causa dell'oscurità della copertura arborea.

### Alimentazione
Questo uccello si alimenta per tutto il giorno comportandosi un po' come i polli, cioè grattando rumorosamente il suolo della foresta, ma facendo di tanto in tanto delle pause per scrutare eventuali pericoli. Frequenta le piste create dal passaggio degli animali (soprattutto quelle dei bufali) e visita gli stagni, dove si disseta di primo mattino. Nelle sue deiezioni sono state rinvenute praticamente stesse quantità di sostanze vegetali e animali; le termiti costituiscono l'alimento più comunemente ingerito, mentre zecche e larve sono componenti più rari della sua dieta. Nello stomaco di questi uccelli sono state rinvenute anche piccole bacche. La modalità di foraggiamento in gruppi sembra essere la strategia adottata in risposta alla proliferazione degli invertebrati nella lettiera di foglie. Essa permette alla comunità di approfittare delle eccedenze che sono sfuggite alla sagacia di uno dei suoi membri. Tale pratica implica che la specie si sia specializzata, almeno in parte, al consumo di invertebrati che vivono in colonie.

### Riproduzione
In alcune occasioni, il fagiano occhirossi si incontra in gruppi più numerosi (comunità che possono comprendere fino a 22 individui, probabilmente formati da più famiglie che si raggruppano dopo la riproduzione), sia formati da uno stesso numero di maschi e femmine, sia, nel caso più frequente, da un maschio dominante e da un harem di femmine, il che implica ovviamente una sessualità di tipo poligamo. Lo stesso numero di maschi e femmine all'interno di un gruppo, inoltre, non mette necessariamente in discussione la tesi della poligamia. Nella penisola malese, il periodo di nidificazione comincia in marzo e si protrae fino a settembre. Dei combattimenti tra maschi sono stati segnalati in febbraio come preludio al periodo di seduzione delle femmine. La dimensione della covata varia da 1 a 4 uova sul continente asiatico e da 2 a 3 uova sul territorio insulare, nel Borneo come a Sumatra. In cattività è stato visto che ci vogliono tre anni prima che la femmina raggiunga la maturità sessuale.

## Distribuzione ed habitat
Sul continente asiatico la specie è presente solamente nella penisola malese, mentre il suo areale insulare comprende le isole del Borneo e di Sumatra. Nel Borneo è presente specialmente nelle regioni settentrionali dell'isola (sia in territorio malaysiano che indonesiano, oltreché nel Brunei), mentre a Sumatra è diffusa praticamente ovunque. Il numero di esemplari è stato stimato, in modo piuttosto arbitrario, tra le mille e le diecimila unità, ma non sappiamo esattamente se queste cifre si riferiscono solo alla penisola malese o all'intero areale. Particolarmente scarsi sono gli esemplari diffusi nel Kalimantan (Borneo indonesiano).
Il fagiano occhirossi vive principalmente in habitat costituiti da foreste primarie situate a bassa altitudine e da settori di foresta pluviale a bassa attività umana. Nella penisola malese occupa antiche foreste munite di volte fitte e di buona qualità disposte su pendii dolci o poco scescesi dal livello del mare fino a 200 metri o a volte anche più. È del tutto assente nelle foreste di colline elevate, e preferisce insediarsi ai loro margini, nei campi coltivati che le circondano o in prossimità dei corsi d'acqua che scorrono nei bassopiani. Il dorso di fuoco senzacresta tollera habitat degradati. Questo è evidente soprattutto in Malesia, dove la densità di esemplari è maggiore nelle foreste in corso di sfruttamento che nelle aree boschive situate su terrazze alluvionali e su suoli aridi o paludosi. Ma questo vale meno nel Borneo e a Sumatra, dove frequenta habitat lontani da qualsiasi presenza umana. A volte, in passato, si riteneva che esso occupasse il fondo di vallate ove conviveva assieme al fagiano di Vieillot. Tuttavia, al giorno d'oggi, sappiamo bene che le due specie competono tra loro e che i loro areali non si sovrappongono mai.

## Tassonomia
Come già detto, ne esistono due sottospecie:
- L. e. erythrophthalma (Raffles, 1822), diffusa nella penisola malese e a Sumatra;

- L. e. pyronota (G. R. Gray, 1841), endemica delle regioni settentrionali del Borneo.

Alcuni ornitologi considerano L. e. pyronota come specie a sé.

## Conservazione
Mentre gli esemplari della sottospecie nominale presenti nella penisola malese presentano una popolazione stabile o in debole declino, la sottospecie L. e. pyronota è considerata da molti ornitologi più minacciata per almeno tre motivi: l'areale relativamente ridotto, i ripetuti incendi e gli abbattimenti intensivi della foresta che ne riducono ancor più l'areale. La IUCN, che tratta le due sottospecie come specie distinte, le classifica entrambe come «vulnerabili» (Vulnerable).